# Intraarterijska uporaba
Íntraartêrijska uporába pomeni v farmaciji vnos zdravila ali diagnostičnega sredstva v arterijo (žilo odvodnico). Lahko gre za injiciranje ali pa infundiranje, slednje pomeni vnos večjih količin tekočine.
Intraarterijski vnos tekočine se lahko redko zgodi tudi pomotoma, pri sicer namenjenem intravenskem dajanju zdravil ali pri intravenski uporabi mamil. Lahko pa se v nekaterih primerih uporabi kot alternativa aplikacije zdravil, kot so antibiotiki, analgetiki ali vazoaktivna zdravila, pri bolnikih, pri katerih je dostop do ven otežen in je intravensko dajanje zdravila onemogočeno.
Intraarterijska pot uporabe zdravil lahko povzroči zaplete, kot so huda bolečina, flebitis (vnetje žile), tromboza, ishemija uda in poškodba žilne stene.
O intraarterijski uporabi lahko govorimo tudi pri vstavitvi različnih medicinskih cevk v arterijo, na primer intraarterijskega katetra.

## Primeri uporabe
Z intraarterijskim injiciranjem se lahko aplicirajo na primer nekateri citostatiki (karmustin, karboplatin, metotreksat …) pri zdravljenju tumorjev osrednjega živčevja. V primerjavi z intravenskim dajanjem učinkovine v tumorju hitreje dosegajo želene koncentracije.